# USS Russell (DDG-59)
USS Russell (DDG-59) je americký torpédoborec třídy Arleigh Burke. Je devátou postavenou jednotkou své třídy. Postaven byl v letech 1992–1995 loděnicí Ingalls Shipbuilding ve městě Pascagoula ve státě Mississippi. Torpédoborec byl objednán v roce 1990, dne 24. července 1992 byla zahájena jeho stavba, hotový trup byl spuštěn na vodu 20. října 1993 a 20. května 1995 byl zařazen do služby.

## Služba

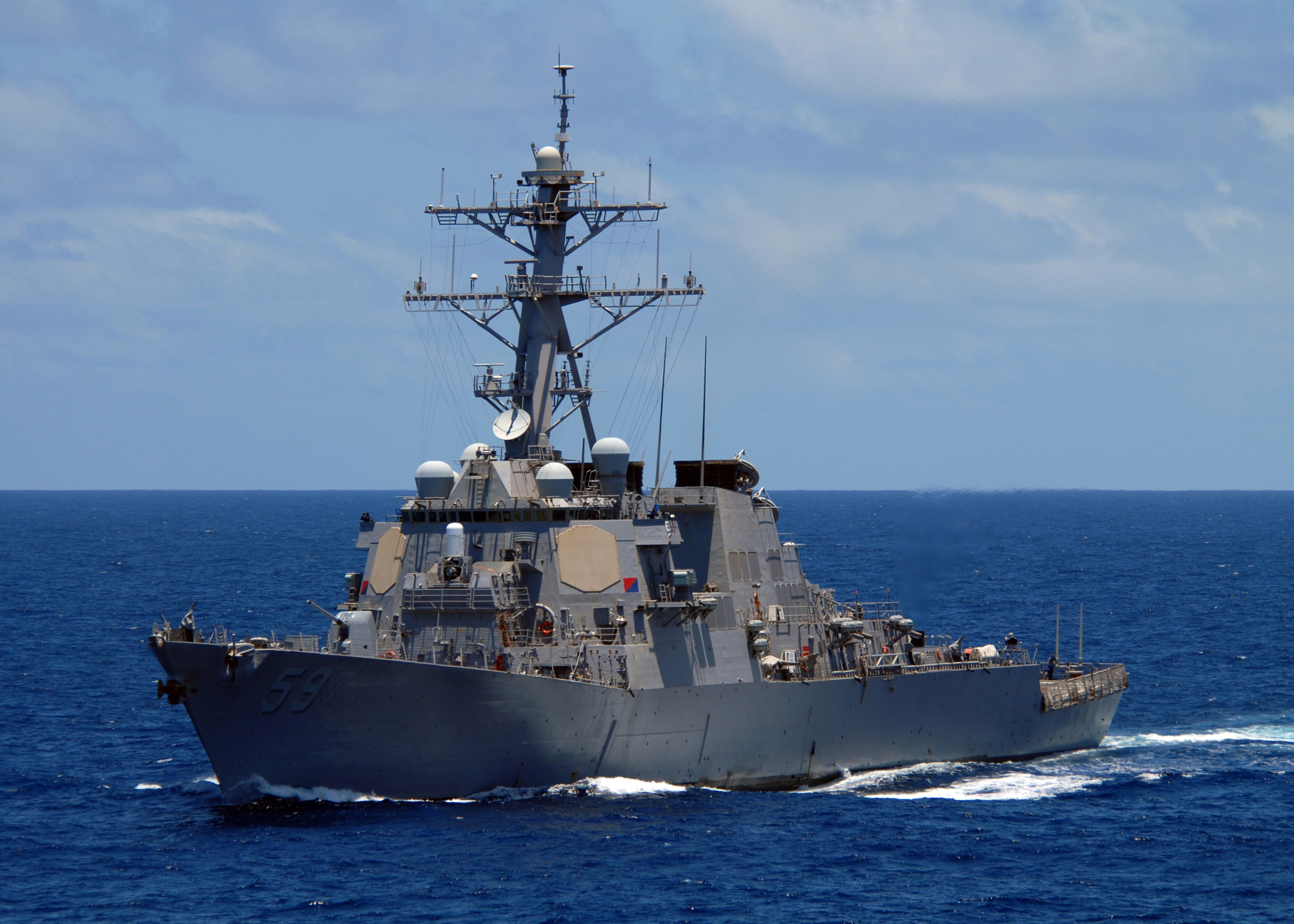
USS Russell v Atlantiku v roce 2008

Od května do listopadu 1996 byl Russell součástí bitevní skupiny letadlové lodě USS Carl Vinson, se kterou se zapojil do operace Southern Watch a operace Desert Strike – úderu pomocí střel Tomahawk na cíle v Iráku. Od ledna do července 2000 byl Russell součástí bitevní skupiny letadlové lodě USS John C. Stennis.
Dne 12. prosince 2001 torpédoborec z Indického oceánu vylovil čtyři členy posádky strategického bombardéru B-1B Lancer, který havaroval 100 mil od ostrova Diego García.
Od března do září 2006 Russell operoval v Pacifiku. Nejprve patřil do bitevní skupiny letadlové lodě USS Abraham Lincoln, později byl přeřazen k letadlové lodi USS Kitty Hawk.